# Kanadisches Englisch
Das kanadische Englisch (Canadian English) ist die in Kanada gesprochene und geschriebene Variante der englischen Sprache.
Die Aussprache des kanadischen Englisch ähnelt dem amerikanischen Englisch, so dass Kanadier von Sprechern, die nicht mit Kanada vertraut sind, oft für Bewohner der Vereinigten Staaten gehalten werden. Es gibt aber Eigenheiten in Aussprache, Lexik, Grammatik und im Sprachgebrauch die typisch für das kanadische Englisch sind: So gibt es in den USA etwa die Annahme, dass Kanadier about wie a boot aussprechen, womit auf eine vor allem in Kanada verbreitete Vokalverschiebung namens Canadian Raising angespielt wird.
Sieht man von der Aussprache ab, ist das kanadische Englisch durch Einflüsse sowohl aus dem amerikanischen als auch aus dem britischen Englisch gekennzeichnet, eine Folge der Einwanderung verschiedener Siedlergruppen aus Großbritannien und aus den USA nach Kanada. Man findet z. B. im kanadisch-englischen Wortschatz gelegentlich britische Ausdrücke, wie zed für den Buchstaben z (statt amerikanisch zee), aber auch amerikanische Wörter wie soccer statt britisch football. Im Wortschatz des kanadischen Englisch findet man ferner typische Wörter, die man fast nur in Kanada hört, wie "washroom" (amerikanisch "restroom") oder früher "chesterfield" (amerikanisch "couch"). Außerdem findet man Lehnwörter aus dem Französischen und den Sprachen der Ureinwohner Kanadas, wie etwa outarde (dt. ‚Wildgans‘) aus dem Französischen oder wapiti aus dem Cree. Schließlich besteht in Kanada mit seinen zwei Amtssprachen Englisch und Französisch eine besondere soziolinguistische Situation, die man in anderen englischsprachigen Ländern so nicht findet.

## Kanadisches Englisch als nationale Standardvarietät des Englischen
Das Englische hat seinen Ursprung auf dem Gebiet des heutigen Englands und breitete sich zunächst über die gesamten Britischen Inseln aus. Seit dem 16. Jahrhundert ist das Englische vor allem durch die Kolonialpolitik Großbritanniens in Amerika, Australien, Afrika und Indien zu einer Weltsprache geworden. Die englische Sprache hat sich in den ehemaligen Kolonien Großbritanniens wie den USA, Kanada, Australien oder Neuseeland inzwischen weiterentwickelt und hat dort zum Teil eine vom britischen Englisch abweichende Aussprache sowie eigenen Wortschatz und Grammatik. Solche Varianten des Englischen mit einer eigenständigen Identität werden in der Sprachwissenschaft auch als nationale Varianten oder Varietäten (engl. varieties) des Englischen bezeichnet.
Zusammen mit anderen nationalen Varianten des Englischen, wie etwa dem amerikanischen Englisch, dem britischen Englisch oder dem neuseeländischen Englisch, wird das kanadische Englisch in der Literatur häufig als Varietät der englischen Sprache behandelt. Ob es sich beim kanadischen Englisch wirklich um eine nationale Varietät handelt, wird unterschiedlich bewertet.
In der frühen Forschung zu kanadischem Englisch wurden zunächst die jeweiligen Ähnlichkeiten zum britischen und amerikanischen Englisch herausgearbeitet. Nach dem Zweiten Weltkrieg führte ein zunehmendes Bewusstsein über eine eigene kanadische Identität dazu, eher die spezifischen Eigenarten des kanadischen Englisch hervorzuheben. So wird in dieser Literatur argumentiert, dass das kanadische Englisch sich durch seine Aussprache und Eigenarten im Vokabular vom amerikanischen Englisch, wie es in den USA gesprochen wird, ausreichend abgrenzt, um als eigene Variante des Englischen zu gelten. Das kanadische Englisch wird seit den 1950er-Jahren als eine Varietät des nordamerikanischen Englisch betrachtet. Speziell die Veröffentlichung des ersten umfassenden Wörterbuchs des kanadischen Englisch, das Dictionary of Canadianisms on Historical Principles, trug jedoch auch dazu bei, das kanadische Englisch als eigenständige Variante des Englischen zu würdigen.
Umfragen unter Kanadiern zeigen, dass kanadische Sprecher des Englischen ihre Variante des Englischen als ein eigenständiges kanadisches Englisch betrachten. In einer Umfrage aus dem Jahr 2006 in Vancouver behaupteten z. B. mehr als 70 % der Befragten, sie könnten kanadisches von amerikanischem Englisch meist unterscheiden, und mehr als 70 % betrachteten kanadisches Englisch als Teil der kanadischen Identität. Wie bei allen Sprachvarietäten gibt es auch Gegenstimmen, die davon sprachen, dass eine nationale Grenze noch keine eigene nationale Varietät des Englischen ausmache, eine Aussage, die von aktiven Forschern jedoch verneint wird.

## Geschichte
Kanada war vor der Ankunft europäischer Entdecker von verschiedenen Stämmen amerikanischer Ureinwohner bewohnt. Bei den Ureinwohnern Kanadas handelte es sich hauptsächlich um Angehörige der Inuit und der First Nations, deren Sprachen über zehn Sprachfamilien angehören, wobei die Algonkin-Sprachen den größten Anteil einnehmen.
Die Geschichte des kanadischen Englisch beginnt mit der Ankunft des Entdeckers John Cabot 1497 in dem späteren Gebiet von Neufundland. Neufundland, gegründet 1583, war die erste englische Kolonie auf amerikanischem Boden. Abgesehen von Neufundland wurde Kanada zunächst von französischen Einwanderern besiedelt, die seit der Erkundung Kanadas 1520 durch Jacques Cartier das heutige Gebiet Kanadas erreichten. Dies änderte sich im 18. Jahrhundert, als die französischen Ansprüche auf Gebiete in Kanada durch Kriege verloren gingen, unter anderem durch Queen Anne’s War (1702–1713) und den Siebenjährigen Krieg, der auch in Nordamerika ausgefochten wurde (1754–1763). Mit dem Vertrag von Paris 1763 wurden die französischen Besitzungen britische Territorien. Als Folge wurden 1750 Tausende französischer Siedler aus Kanada deportiert, erste englische Siedler kamen nach. Eine Konsequenz der Besiedlung Kanadas durch französischsprechende und englischsprechende Siedler ist die heutige Zweisprachigkeit Kanadas mit ihren offiziellen Amtssprachen Englisch und Französisch.
Die Hauptwellen der Einwanderung nach Kanada werden in der Regel in drei Phasen eingeteilt, und alle drei Phasen haben die Entwicklung des kanadischen Englisch nachhaltig beeinflusst: In der ersten Phase siedelten sich Migranten aus den USA in Kanada an. Dabei handelte es sich um Siedler, die treu zur britischen Krone standen und nach der amerikanischen Unabhängigkeit von Großbritannien die USA in Richtung Kanada verließen. Diese Auswanderung hielt bis 1812 an, als Großbritannien und die USA ihren letzten territorialen Konflikt ausfochten. Die zweite Welle der Immigration nach Kanada bestand hauptsächlich aus Siedlern, die direkt aus Großbritannien und Irland kamen, wobei diese Einwanderungswelle ihren Höhepunkt Mitte des 19. Jahrhunderts erreichte. Die dritte Welle der Einwanderung begann im späten 19. Jahrhundert, fand ihren Höhepunkt nach dem Zweiten Weltkrieg und hält bis heute an. Zu diesen Einwanderern zählen Angehörige vieler Nationen weltweit, wobei der Mehrheit der Einwanderer seit den 1990er Jahren statt aus Europa eher aus Asien und Lateinamerika kommen.
Die erste Einwanderungswelle wird in der Forschung dafür verantwortlich gemacht, dass kanadisches Englisch viele Eigenschaften mit dem amerikanischen Englisch in den USA teilt. Die britischen und irischen Einwanderer der zweiten Einwanderungswelle wiederum haben zu einigen Eigenarten des kanadischen Englisch beigetragen, die es eher dem britischen Englisch ähnlich macht. Die Einwanderung aus nicht-englischen Ländern seit dem Ende des 19. Jahrhunderts hat sich bisher noch nicht im kanadischen Standardenglisch bemerkbar gemacht.
Die dritte Einwanderungswelle hat jedoch bereits den Status des Englischen in Kanada an sich verändert, denn für knapp die Hälfte der Kanadier ist es nicht mehr die Muttersprache. Kanada ist damit einerseits ein Land, in dem Englisch offizielle Amtssprache und Erstsprache vieler Einwohner ist, vergleichbar mit Großbritannien oder den USA. In der Linguistik wird Kanada damit zum Inner Circle der englischsprachigen Länder gezählt. Andererseits hat Kanada einen hohen Anteil an Sprechern von Englisch als Zweitsprache. So haben nach dem Zensus von 2016 nur etwa 56 Prozent der Einwohner Kanadas Englisch als Erstsprache, und diese Zahl ist seit 2011 gesunken. Neben dem frankophonen Englisch, das von ca. 7 Millionen Kanadiern gesprochen wird, die Französisch als Muttersprache haben, findet man Englisch als Zweitsprache von einer halben Million von Kanadiern mit Chinesisch als Muttersprache, sowie einer weiteren halben Million Sprechern mit arabischen Dialekten als Erstsprache und noch einer halben Million Panjabi-Sprechern. Neben diesen großen sprachlichen Gruppierungen beheimatet Kanada außerdem 250 weitere sprachliche Minderheiten, die Englisch als Zweitsprache sprechen. Diese soziolinguistische Situation in Kanada ist einzigartig unter den englischsprachigen Ländern.

## Geografische Verteilung

### Offizieller Status
Englisch ist neben Französisch eine der Amtssprachen Kanadas. Laut einer Volkszählung aus dem Jahr 2016 verwenden von den ca. 34 Millionen Einwohnern Kanadas etwa 19 Millionen (ca. 56 % der Gesamtbevölkerung) Englisch als ihre Muttersprache und insgesamt 26 Millionen Kanadier (76 %) können Englisch sprechen. Etwa sieben Millionen Kanadier haben Französisch als Muttersprache, der Rest verteilt sich auf europäische, asiatische und lateinamerikanische Sprachen sowie die Sprachen kanadischer Ureinwohner.
Obwohl sowohl Englisch als auch Französisch Amtssprachen Kanadas sind, ist Englisch klar die dominante Sprache in Kanada. Auch geografisch sind Englisch und Französisch ungleich verteilt. Die große Mehrheit der frankophonen Kanadier lebt in Québec (86 Prozent, Stand Zensus 2006), wo sie die Mehrheit der Einwohner der Provinz stellen. Der Rest Kanadas ist mehrheitlich englischsprachig. Dies führt dazu, dass Englisch bei Behörden, Regierung, Bildungssystem und Medien dominiert. Eine Ausnahme ist die Provinz Québec, weil hier die Provinzregierung mit verschiedenen Maßnahmen massiv eingreift, um den Niedergang des Französischen gegenüber dem Englischen aufzuhalten. Durch diese Maßnahmen, wie z. B. die Charta der französischen Sprache von 1977, die das Französische als einzige Sprache für Regierung und Justiz festlegte, ist das Englische in Québec auf dem Rückzug.
Das Amtssprachengesetz garantiert die Gleichberechtigung von Englisch und Französisch auf Bundesebene. Dadurch ist Kanada zwar ein Land mit zwei Amtssprachen (offizieller Bilingualismus), aber kein Land, in dem die meisten Menschen zwei Sprachen sprechen. Die meisten Kanadier sind nicht voll bilingual, sondern die Sprachfertigkeit in beiden Sprachen reicht von rudimentär bis fließend. Nach dem Zensus von 2006 sprechen von 31 Millionen Kanadiern 21 Millionen nur Englisch, 4 Millionen nur Französisch und 5,5 Millionen beide Sprachen (sowie 0,5 Millionen Immigranten, die keine der beiden Sprachen sprechen). Im Alltag spricht die Mehrheit der Kanadier häufig nur eine der beiden Amtssprachen, abhängig davon, wo sie wohnen.

### Dialekte und Soziolekte
Im Gegensatz zu z. B. dem britischen Englisch, das sich durch eine große Vielzahl von Dialekten auszeichnet, wurde das kanadische Englisch lange als relativ homogen betrachtet. Viele Kanadier sprechen einen Standard, der mit General Canadian oder mit Standard Canadian English bezeichnet wird. Neuere Forschungen haben jedoch gezeigt, dass Standard Canadian English eigentlich nur das Englisch der anglophonen gebildeten Mittelklasse ist. Ca. 36 % aller Kanadier sprechen diesen Standard.
Es gibt einige Regionen Kanadas, die vom General Canadian vor allem in der Aussprache deutlich abweichen: Auffällige regionale Varianten findet man vor allem in Neufundland, das bis 1949 noch britische Kolonie war und das sich infolge einer frühen Einwanderung aus Südengland und Südirland durch eine eigene, deutlich vom kanadischen Festland abweichende Aussprache auszeichnet (Neufundlandenglisch). Ferner findet man noch einige regionale Varianten des kanadischen Englisch in Prince Edward Island und Nova Scotia, die hauptsächlich durch schottische Einwanderer besiedelt wurden. Ebenso ist das Ottawa Valley in Ontario neben irischen Einwanderern auch von schottischen Einwanderern geprägt. Das Englisch in Québec wiederum ist durch den Sprachkontakt mit einer Französisch sprechenden Mehrheit beeinflusst. Im spärlich besiedelten Norden Kanadas, in den Regionen Yukon, den Nordwest-Territorien und Nunavut sowie im Norden von British Columbia, gehört die Mehrheit der Bevölkerung eher zu den Nachfahren amerikanischer Ureinwohner, deren Englisch von den indigenen Sprachen Nordkanadas beeinflusst ist.
Auf der Basis von Erhebungen zu Aussprache und auch zum Wortschatz tendiert man deshalb in der neueren Forschung dazu, das kanadische Englisch in verschiedene regionale Varianten einzuteilen, wobei die Einteilung in Regionen je nach Forschungsergebnissen etwas variiert. Eine mögliche Aufteilung in regionale Varianten ist eine Einteilung in fünf Regionen: Neufundland als eigene regionale Variante, gefolgt von den Maritimes (New Brunswick, Nova Scotia, Prince Edward Island), Québec, Ontario sowie der Westen Kanadas (British Columbia, Prairies).

## Aussprache
Die Aussprache des kanadischen Englisch ist in vieler Hinsicht dem amerikanischen Englisch, wie man es in den USA spricht, sehr ähnlich. Englischsprechenden Menschen, die außerhalb Nordamerikas wohnen, fällt es in der Regel schwer, einen Unterschied zwischen kanadischem und amerikanischem Englisch zu hören. Briten halten einen kanadischen Akzent häufig für amerikanisch, während manche Amerikaner den kanadischen Akzent als britisch betrachten.
Forschungen zur regionalen Variation des Englischen in Nordamerika haben gezeigt, dass kanadisches Englisch tatsächlich viele Eigenschaften mit dem amerikanischen Englisch in den USA teilt, speziell mit den Regionen im Westen. Kanadisches Englisch hat aber auch ein paar Eigenarten, die tendenziell eher in Kanada weiter verbreitet sind, wie z. B. Vokalverschiebungen, die unter den Stichworten Low-Back Merger, Canadian Raising und Canadian Shift in die Literatur eingegangen sind.

### Ähnlichkeiten mit dem amerikanischen Englisch
Vergleicht man die Standardaussprache des britischen Englisch, die des amerikanischen Englisch (General American) und des kanadischen Englisch, so ist kanadisches Englisch dem amerikanischen Englisch deutlich ähnlicher als dem britischen Englisch. So sind kanadisches und amerikanisches Englisch z. B. im Gegensatz zu britischem Englisch rhotisch, d. h. der Buchstabe „r“ wird in jeglicher Position im Wort ausgesprochen und bleibt nicht stumm, wie im britischen Englisch nach einem Vokal: [fɑrm] statt BE [fɑ:m] und [fɑr] statt BE [fɑ:]. Ferner werden im kanadischen Englisch ebenso wie im amerikanischen Englisch Wörter wie ask und class mit dem Vokal /æ/ ausgesprochen (Britisches Standardenglisch: /ɑ:/).
Außerdem zeichnen sich kanadisches und amerikanisches Englisch durch das Flapping aus: „d“, „t“ und „tt“ werden zwischen zwei Vokalen, wenn der zweite unbetont ist, oder zwischen [⁠ɹ⁠] und einem unbetonten Vokal wie ein alveolarer Tap [ɾ] ausgesprochen. Der Tap ähnelt in deutschen Ohren eher einem /d/: So hören sich city, better, Ottawa, battle und party mehr wie siddy, bedder, Oddawa, baddle und pardy an.
Betrachtet man die regionalen Variationen des Englischen in Nordamerika im Detail, so hat das kanadische Englisch die größten Ähnlichkeiten mit dem amerikanischen Englisch, wie es im Westen der USA gesprochen wird, etwa in Kalifornien, Washington, Oregon, Idaho oder Nevada. Typisch für diese Region ist z. B. eine Vokalverschmelzung (merger), durch die Amerikaner im Westen der USA und Kanadier marry und merry identisch aussprechen, z. T. auch marry, merry und Mary. In der Region kann man noch weitere Vokalverschiebungen beobachten, die z. B. auch dazu führen, dass hurry und furry oder mirror und nearer sich reimen.
Trotz dieser Ähnlichkeiten gibt es einige Phänomene, durch die sich kanadisches und amerikanisches Englisch unterscheiden. So beobachtet man z. B. im Inland North der USA, also den Regionen in der Nähe der Großen Seen an der Grenze zu Kanada, eine Reihe von Vokalverschiebungen, den Northern Cities Shift. Diese finden sich im kanadischen Englisch nicht, so dass es trotz der Grenznähe einen deutlichen regionalen Unterschied zwischen der Aussprache des kanadischen Englisch und des amerikanischen Englischen im Inland North südlich der Grenze gibt. Ferner kann man drei Eigenarten in der Aussprache der Vokale beobachten, die vor allem in Kanada flächendeckend und weniger in den USA verbreitet sind: Low-Back Merger, Canadian Raising und Canadian Shift.

### Low-Back Merger
Eine Eigenart des kanadischen Englisch, die häufig genannt wird, ist der Low-Back Merger, auch caught/cot merger genannt: Dies ist eine Vokalverschiebung, durch die die Vokale /ɑ/ wie in palm, /ɒ/ wie in lot und /ɔ/ wie in lot alle als [ɑ] ausgesprochen werden. Dieser Merger führt dazu, dass die meisten Sprecher des kanadischen Englisch keine Unterscheidung zwischen den Vokalen in cot und caught machen. Als Konsequenz sprechen Kanadier Wörter wie cot und caught, sod und sawed, collar und caller gleich aus, d. h. sie sind Homophone. Diese Eigenart findet man auch in den Teilen der USA, nämlich im östlichen Neuengland, im westlichen Pennsylvania und im westlichen Teil der USA. In Kanada (mit der Ausnahme Neufundland) hat sich dieser Merger jedoch bereits vollständig und flächendeckend ausgebreitet, und, wie linguistische Studien nahelegen, schon seit der Mitte des 20. Jahrhunderts.
- Aussprache von cot durch einen Sprecher mit cot-caught merger
- Mit cot identische Aussprache von caught durch einen Sprecher mit cot-caught merger
- Aussprache von cot durch einen Sprecher aus dem Inland North der USA, kein cot-caught merger
- Aussprache von caught durch einen Sprecher aus dem Inland North der USA, kein cot-caught merger

### Canadian Raising
Die vielleicht bekannteste Eigenart des kanadischen Englisch stellt das sogenannte Canadian Raising dar: Die Zungenposition wird bei den Diphthongen /aɪ/ (wie in price) und /aʊ/ (wie in mouth) vor stimmlosen Konsonanten (wie [⁠p⁠], [⁠t⁠] oder [⁠s⁠]) „angehoben“ (engl. raised), d. h. die Zunge ist bei kanadischen Sprechern im Mundraum höher als bei vielen amerikanischen Sprechern. So wird von vielen Kanadiern typischerweise [ɘi] statt [aɪ] und [əu] statt [aʊ] verwendet. Es gibt allerdings gerade beim letzteren einige regionale Variation, so tendieren Sprecher in Ontario eher in Richtung [ɛʊ], während man im westlichen Teil Kanadas eher [ʌʊ] hört. In den Prärieprovinzen und in Nova Scotia ist die Verschiebung der Vokale so weit nach hinten, dass couch und coach sich gleich anhören, und about ähnelt mehr a boat. Die Behauptung vieler US-Amerikaner, Kanadier sprächen aufgrund des Canadian Raising about wie a boot aus, ist allerdings eher ein Klischee.
- bowed ohne Canadian Raising, gefolgt von bout mit Canadian Raising
- about mit Canadian Raising, im Vergleich dazu: a boot, a boat

Trotz seines Namens ist Canadian Raising kein rein kanadisches Phänomen, sondern auch in einigen Regionen der USA zu hören, dokumentiert sind Beispiele aus dem Osten Virginias, Martha’s Vineyard, Massachusetts, Philadelphia und aus dem Norden im Landesinneren der USA. Trotzdem bleibt es durch seine große Ausbreitung in Kanada das klassische Merkmal, mit dem viele Sprecher des kanadischen Englisch identifiziert werden.

### Canadian Shift
Der Canadian Shift oder Canadian Vowel Shift ist eine Verschiebung der Aussprache einiger Vokale im kanadischen Englisch, wobei dies ein Trend seit den 1990er Jahren ist. Hierbei handelt es sich um ein Phänomen, das bisher noch auf Kanada beschränkt ist. Der Canadian Shift wurde erstmals von den Linguisten Clarke, Elms und Youssef 1995 beschrieben. Bei der Vokalverschiebung geht laut Clarke, Elms und Youssef die Zunge bei vorderen Kurzvokalen wie /æ/ (wie in trap), /ɛ/ (wie in dress) und /ɪ/ (wie in kit) nach unten. Als Ergebnis bewegt sich die Aussprache von /æ/ in Richtung /a/, /ɛ/ in Richtung /æ/ und /ɪ/ wiederum in Richtung /ɛ/. Andere Studien wie die von Charles Boberg beobachten ebenfalls eine Bewegung bei den Vokalen, aber eher in Richtung des hinteren Mundbereichs statt nach unten.
Der Canadian Shift bewirkt, dass sich die Aussprache des kanadischen Englisch von der Aussprache des amerikanischen Englisch in den USA an der nördlichen Grenze zu Kanada (Inland North American English) weiter entfernt. So sind [hat] und [kap] die Aussprachen für hat (dt. ‚Hut‘) und cap (dt. ‚Kappe‘) in Ontario, während über die Grenze hinweg im südöstlichen Michigan oder im westlichen Teil des Staates New York mit [hat] und [kap] hot (dt. ‚heiß‘) und cop (dt. informell für ‚Polizist‘) gemeint sind.
Der Canadian Shift ist für einige Linguisten ein starkes Argument, dass die Variante, die im Binnenland Kanadas gesprochen wird, ein eigenständiger Dialekt des nordamerikanischen Englisch ist, der sich vom amerikanischen Englisch in den USA abgrenzt.

### Aussprache von Lehnwörtern
Ein Kanada eigenes, wenn auch schwindendes Merkmal besteht ferner in der Tendenz einiger Sprecher, den Kurzvokal, wo phonologisch möglich, auch für Lehnwörter aus anderen Sprachen zu bevorzugen, in denen sowohl Amerikaner wie Briten überwiegend die Langform sprechen: drama wird dann z. B. [dɹæmə] statt [dɹɑːmə], pasta [pæstə] statt [pɒstə] und lava [lævə] statt [lɑːvə].

## Grammatik
Besonderheiten der Grammatik des kanadischen Englisch sind im Gegensatz zu Aussprache und Wortschatz nicht sehr ausgeprägt. Bisher am besten erforschte Eigenarten des kanadischen Englisch sind vor allem kleinere grammatische Variationen:
- So ist die Verwendung von anymore auch in positiven Aussagen möglich (I spend a lot of time with my family anymore).[38]
- Die Adjektive awful, terrible und real können auch als Adverbien genutzt werden wie in I’ll miss her terrible statt (britisches Standardenglisch) I’ll miss her terribly.[38]
- Nach dem Survey of Canadian English tendiert die Mehrheit der Kanadier dazu, drank statt drunk als Partizip Perfekt zu verwenden: I have drank a cup of tea.[39]
- Eine kanadische Besonderheit ist auch die Verwendung der Konstruktion be + Perfekt wie in I am done dinner, die man im britischen und amerikanischen Englisch kaum findet (AE und BE: I am done with dinner).[8]

Andere grammatische Formen sind nicht spezifisch für das kanadische Englisch, sondern für das gesamte nordamerikanische Englisch (also kanadisches Englisch und das amerikanische Englisch in den USA). Beispiele dafür sind:
- Modalverben: Die Modalverben must, ought und shall sind noch häufig in britischem Englisch, werden in Nordamerika aber kaum noch verwendet.[40]
- Präpositionen: Sprecher des nordamerikanischen Englisch tendieren dazu, different than statt (britisches Englisch) different from oder different to zu sagen. Ferner wird eher on the street (BE: in the street) und a quarter before oder a quarter of statt BE a quarter to gesagt (dt. ‚Viertel vor‘ – Uhrzeit).[39]

## Wortschatz

### Einfluss des britischen und des amerikanischen Englisch
Das kanadische Englisch teilt mit den anderen Englischvarianten weltweit einen großen Wortschatz. Auffällig für das kanadische Englisch ist jedoch seine Mischung aus Vokabeln amerikanischen und britischen Ursprungs: Kanadische Sprecher des Englischen verwenden in einigen Fällen eher Vokabular des amerikanischen Englisch, aber in anderen Fällen benutzen sie eher Wörter aus dem britischen Englisch. So sprechen Kanadier wie US-Amerikaner von soccer statt von football, wenn sie den (europäischen) Fußball meinen, sie bezeichnen ein Handy als cell phone statt (britisch) mobile phone und sagen trunk statt boot (dt. ‚Kofferraum‘). Kanadier folgen in vielen anderen Fällen aber eher dem britischen Englisch: Als Beispiel wird häufig der Buchstabe <z> genannt, den US-Amerikaner als zee bezeichnen, während Sprecher des kanadischen Englisch eher wie die Briten zed sagen. Ferner sagen Kanadier eher (britisch) icing statt (amerikanisch) frosting (dt. ‚Zuckerguss‘), britisch bill statt amerikanisch check (dt. ‚Rechnung‘) und tap statt faucet (dt. ‚Wasserhahn‘).

### Kanadaismen
Der Wortschatz des kanadischen Englisch ist nicht nur eine Mischung aus amerikanischem und britischem Englisch. Es gibt daneben auch Worte, die typisch für das kanadische Englisch sind und sich in keiner anderen Englischvariante finden. Diese werden als Kanadaismen oder Kanadismen (engl. canadianisms) bezeichnet und herangezogen, um zu begründen, warum das kanadische Englisch eine eigenständige nationale Variante des Englischen ist. Zu diesen Kanadaismen zählen:
| Kanadisches Englisch | Amerikanisches Englisch | Britisches Englisch           | Deutsche Übersetzung  |
| -------------------- | ----------------------- | ----------------------------- | --------------------- |
| bank machine         | ATM                     | cash dispenser                | Geldausgabeautomat    |
| chesterfield         | couch, sofa             | settee, sofa                  | Sofa                  |
| grade one            | first grade             | first form                    | erste Klasse (Schule) |
| bachelor apartment   | studio apartment        | studio flat, bed-sitting room | 1-Zimmer-Wohnung      |
| parkade              | parking garage          | car park                      | Parkhaus              |
| toque, tuque, touque | beanie                  | beanie                        | Wollmütze             |
| washroom             | restroom                | lavatory, loo                 | Toilette              |

Die Verwendung dieser und anderer Kanadaismen ist jedoch nur eine Tendenz, nicht alle Ausdrücke werden konsistent von allen Kanadiern verwendet. Einige Ausdrücke, wie chesterfield, sind in ihrer Verwendung auf dem Rückzug.
Viele weitere Kanadaismen sind durch Wortbildung entstanden, so gibt es eine Reihe von Komposita, die für das kanadische Englisch typisch sind, z. B. beaver meadow (dt. ‚fruchtbarer Teil einer Weide hinter einem Biberdamm‘), lumberman (dt. ‚Holzhändler‘) oder snow tractor (dt. ‚Schneemobil‘).
Schließlich gibt es noch eine Reihe von Wörtern, die sich auf kanadische Kultur und Alltag beziehen. Diese sind keine Kanadaismen im engeren Sinne, aber man trifft sie vor allem in Kanada an: Die kanadische Ein-Dollar-Münze wird von den Kanadiern umgangssprachlich als loonie bezeichnet (von engl. loon, dem Seetaucher, der auf der Rückseite der Münze dargestellt wird). Analog wird die Zwei-Dollar-Münze toonie (von two + loonie) genannt. Auch die kanadische Küche ist eine Quelle für einige Kanadianismen, z. B. canola, ein Rapsöl, und Nanaimo bar, ein Nachtisch aus der Stadt Nanaimo in British Columbia. Kanadier bezeichnen Vollkornbrot als brown bread. Im britischen Englisch findet man wholemeal bread, allerdings ist auch brown bread als Alternative möglich. Speziell in der Provinz Ontario, aber auch in Québec, Manitoba und British Columbia wird hydro als Synonym für electricity verwendet, was auf die Erzeugung der Elektrizität durch vornehmlich Wasserkraft in Ontario zurückgeht. So findet man hier Ausdrücke wie hydro line oder hydro bill statt electricity line oder electricity bill.

### Lehnwörter
Eine weitere Eigenart des kanadischen Englisch sind Lehnwörter, die es aufgrund der Sprachkontakte mit dem Französischen, anderen Einwanderersprachen und mit Sprachen der kanadischen Ureinwohner enthält. Wegen der Nachbarschaft zum Französischen in Kanada gibt es im kanadischen Englisch eine Reihe von Gallizismen; fast die Hälfte der Entlehnungen im kanadischen Englisch sind aus dem Französischen. Beispiele sind das Wort much vom französischen Wort marche für ‚Reise mit Hundeschlitten, zu Fuß oder mit Schneeschuhen‘ oder outarde (dt. ‚Wildgans‘, insbesondere ‚Kanadagans‘). Ferner gibt es im kanadischen Englisch Lehnübersetzungen aus dem Französischen wie snow apple (von frz. pomme de neige, eine kanadische Apfelsorte).
Weiter hat das kanadische Englisch viele Wörter aus den Sprachen der kanadischen Ureinwohner entlehnt. Der überwiegende Teil dieser Entlehnungen sind geografische Bezeichnungen oder beziehen sich auf die Kultur oder die Flora und Fauna Kanadas, so z. B. caribou aus der Sprache Mi’kmaq (dt. ‚Karibu‘, eine nordamerikanische Variante des Rentiers), powwow aus Algonkin (dt. ‚festliche Versammlung‘) oder wapiti aus Cree (dt. ‚Wapiti‘). Aus den Sprachen der Inuit findet man Entlehnungen wie komatik (dt. ‚Hundeschlitten der Inuit‘) oder kossack (dt. ‚Seehund-‘ oder ‚Hirschlederjacke‘). Einige der Entlehnungen aus den Sprachen der Ureinwohner Kanadas sind inzwischen nicht mehr spezifisch für das kanadische Englisch, sondern haben sich weltweit durchgesetzt, so wie das schon genannte caribou, anorak, igloo oder kayak. Auch viele kanadische Ortsnamen haben ihren Ursprung in den Sprachen der kanadischen Ureinwohner: Der Name Canada gelangte wahrscheinlich aus dem Irokesischen über das Französische in das kanadische Englisch. Weitere solche Ortsnamen sind Manitoba, Nunavut, Ontario, Saskatchewan, Toronto, Winnipeg oder Yukon.

### Wörterbücher
In Kanada wurden zunächst Wörterbücher des amerikanischen Englisch verwendet, die für den kanadischen Markt angepasst wurden, wie das Winston Simplified Dictionary for Canadian Schools von 1937, das auf dem amerikanischen Winston Simplified Dictionary von 1919 basierte. Das erste Wörterbuch des kanadischen Englisch war das Western Canadian Dictionary and Phrase Book von 1912, das jedoch nur einen beschränkten Umfang hatte und vor allem darauf abzielte, Immigranten für Kanada typische Ausdrücke zu vermitteln. Erst mit der Gründung der Canadian Linguistic Association wurde ein ernsthafter Versuch gemacht, den gesamten Wortschatz des kanadischen Englisch in einem Wörterbuch zu erfassen: Das Dictionary of Canadianisms on Historical Principles wurde an der University of British Columbia in Vancouver in den 1960er Jahren erstmals veröffentlicht und erweitert sowie von 2006 bis 2017 überarbeitet. Es liegt auch als Open access vor.

## Rechtschreibung
Britisches und amerikanisches Englisch geben unterschiedliche Normen für die Rechtschreibung vor, so schreibt man im britischen Englisch plough, colour und centre, während das amerikanische Englisch zu eher vereinfachten Formen wie plow, color und center neigt. Das kanadische Englisch respektierte zwar einerseits als britische Kolonie den britischen Standard, andererseits wurden Lehrer und Schulbücher durch die Nähe zu den USA eher von der amerikanischen Norm beeinflusst. Als Ergebnis findet man, dass die Rechtschreibung des heutigen kanadischen Englisch mal der britischen, mal der US-amerikanischen Rechtschreibung folgt, häufig sind auch beide Schreibweisen zulässig. Ferner findet man in verschiedenen Medien, Styleguides und Wörterbüchern unterschiedliche Vorgaben. Man kann also im Folgenden nur Tendenzen beschreiben und dabei berücksichtigen, dass es im Einzelfall oder durch neuere Entwicklungen anders aussehen kann.
Folgt man einer Übersicht aus einem Einführungsbuch zu internationalem Englisch, sieht kanadische Rechtschreibung wie folgt aus:
- Wörter auf -ize/-yze wie realize, analyze: Britisches Englisch erlaubt sowohl Schreibweisen wie realize und analyze als auch Alternativen mit -ise/-yse: realise, analyse. Amerikanisches und kanadisches Englisch erlauben nur -ize/-yze.
- Wörter auf -our/-or: Die britische Schreibweise für Wörter auf -our wie colour, labour, vigour wurde im amerikanischen Englisch auf -or vereinfacht (z. B. color, labor, vigor). Kanadisches Englisch hat hier lange Zeit in der Regel die US-Variante verwendet, seit den 1990er Jahren tendiert es wieder zur britischen Variante.
- Wörter auf -re/-er: Britisches und auch kanadisches Englisch verwenden centre, theatre, amerikanische Rechtschreibung ist -er (center, theater).
- Wörter auf -ce/-se: Ferner verwenden Briten die Schreibung -ce in Wörtern wie defence oder offence; im Amerikanischen findet man dagegen -se wie in defense und offense. Die kanadische Rechtschreibung verwendet hier eher die britische Schreibung, allerdings findet man ein Einzelfällen auch amerikanische Varianten, z. B. sowohl defence/offence als auch defense/offense.

Auch beim Anhängen eines Suffix wie -ed an ein Verb wie travel gibt es Unterschiede zwischen der amerikanischen und der britischen Rechtschreibung: Der Konsonant wird im britischen Englisch dann gedoppelt: travelled, travelling, traveller. Den amerikanischen Regeln nach findet eine solche Verdopplung nur dann statt, wenn der vorangegangene Vokal betont wird, also compelling, traveling. Das kanadische Englisch neigt hier dazu, eher dem britischen Muster zu folgen.
Die britische Schreibweise wird außerdem von Kanadiern bei den Wörtern axe, cheque, grey befolgt; bei curb, tire und wagon hat sich hingegen die amerikanische Schreibung in Kanada durchgesetzt.
Beispiele
| Britisches Englisch      | Amerikanisches Englisch | Kanadisches Englisch           |
| ------------------------ | ----------------------- | ------------------------------ |
| analyse oder analyze     | analyze                 | analyze                        |
| axe                      | ax, axe                 | axe                            |
| colour                   | color                   | color (andere Quellen: colour) |
| centre                   | center                  | centre                         |
| criticise oder critisize | criticize               | criticize                      |
| defence                  | defense                 | defence oder defense           |
| equalled                 | equaled                 | equalled                       |
| kerb                     | curb                    | curb                           |
| plough                   | plow                    | plow, plough                   |
| programme                | program                 | program                        |
| sulphur                  | sulfur, sulphur         | sulphur                        |
| wagon, waggon            | wagon                   | wagon                          |

Diese Tendenzen gelten jedoch nicht einmal eindeutig für kanadische Medien: So haben kanadische Zeitungen lange die amerikanische Schreibweise -or wie in color und honor (statt colour, honour) verwendet. In den 1990er Jahren ist jedoch eine Verlagerung von amerikanischen Schreibweisen zu mehr britischen Schreibweisen zu beobachten: So änderte The Globe and Mail aus Toronto, eine von Kanadas wichtigsten Zeitungen, ihre Schreibweise von Wörtern wie color von amerikanisch -or 1990 zu britisch -our und übernahm auch einige andere britische Schreibweisen wie storey statt amerikanisch story.
Als Leitfäden für die Rechtschreibung haben sich verschiedene Styleguides etabliert, die jedoch in ihren Vorgaben genau wie die Verwendung in den Medien und durch die Kanadier variieren. Der Leitfaden der kanadischen Regierung ist The Canadian Style: A Guide for Writers and Editors. Die Vorgaben des Canadian Oxford Dictionary und anderer Wörterbücher werden ebenfalls zum Vorbild genommen. Bei jüngeren Kanadiern sind amerikanische Schreibweisen eher auf dem Vormarsch, was auch mit dem Einfluss des amerikanischen Englisch im Internet und von Rechtschreibprüfungen in US-amerikanischer Textverarbeitung zusammenhängen dürfte.

## Pragmatik (Sprachgebrauch)
Eine Auffälligkeit im kanadischen Englisch ist die Verwendung der Diskurspartikel Eh. Während in vielen Sprachen diese Partikel an das Ende einer Aussage gesetzt wird, um die Zustimmung des Zuhörers zu erbitten, wird im kanadischen Englisch Eh auch an Erklärungen, Anleitungen und Anweisungen gehängt. Mit Eh erfragt der Sprecher, ob seine Äußerung verstanden wurde: Move the table over here, eh?
Dieses Partikel spielte auch eine Rolle in der Berichterstattung zu den Olympischen Spielen in Vancouver.

## Beispiele

### Gesprochenes kanadisches Englisch
Kanadas ehemaliger Premierminister Justin Trudeau ist ein Beispiel für einen Sprecher des kanadischen Englisch.
In einem Video mit dem Linguisten Charles Boberg über das kanadische Englisch findet man viele Hörbeispiele von Sprechern aus verschiedenen kanadischen Regionen.

### Geschriebenes kanadisches Englisch
Die folgenden Auszüge aus dem Roman Anne of Green Gables der Kanadierin Lucy Maud Montgomery enthalten einige typische Beispiele für die Rechtschreibung und die Grammatik des kanadischen Englisch:

“CHAPTER X –
Anne’s Apology:
Marilla said nothing to Matthew about the affair that evening; but when Anne proved still refractory the next morning an explanation had to be made to account for her absence from the breakfast table. Marilla told Matthew the whole story, taking pains to impress him with a due sense of the enormity of Anne’s behavior.
[…]
Matthew recollected that he must say what he had come to say without loss of time, lest Marilla return prematurely. ‘Well now, Anne, don’t you think you’d better do it and have it over with?’ he whispered. ‘It’ll have to be done sooner or later, you know, for Marilla’s a dreadful determined woman--dreadful determined, Anne. Do it right off, I say, and have it over.’
‘Do you mean apologize to Mrs. Lynde?’
‘Yes--apologize--that’s the very word,’ said Matthew eagerly. ‘Just smooth it over so to speak. That’s what I was trying to get at.’
[…] ‘She's a real odd little thing […]’”

Man sieht hier die Schreibung von behavior und apologize, die in Kanada amerikanischem Vorbild folgt. Die Ausdrücke dreadful determined und real odd little thing sind Beispiele für die Verwendung von real und dreadful statt really und dreadfully als Adverb, eine grammatische Eigenart des kanadischen Englisch.

## Forschung
Erste Forschung etwa ab den 1950er Jahren zu kanadischem Englisch konzentrierte sich bis 1970 vor allem auf folgende Themen:
- Lexikografische Arbeiten
- Vergleiche zwischen kanadischem, (US-)amerikanischem und britischem Englisch
- Dokumentation von traditionellen regionalen Varianten wie dem Neufundland-Englisch
- Soziolinguistische Studien zu urbanem kanadischen Englisch
- Phonetische Beschreibung regionaler und sozialer Variation in der Aussprache
- Soziolinguistische Studien zur Verwendung von Englisch und anderen Sprachen in Kanada, vor allem im (französischsprachigen) Québec

Seit den 1970er Jahren expandiert die Forschung zu kanadischem Englisch stark. Seitdem wurden unter anderem die Zusammenhänge zwischen Kanadas historischer Entwicklung und seiner Sprache untersucht, ferner viele Umfragen unter Kanadiern zum Gebrauch ihrer Sprache sowie soziolinguistische Langzeitstudien und korpuslinguistische Forschungen durchgeführt.
Ein Meilenstein in der Forschung ist der National Survey of Canadian English, der über viele kanadische Regionen hinweg Daten zum Sprachgebrauch der Kanadier erfragt hat. Selbstauskünfte der Kanadier sind auch die Grundlage der Dialect Topography, die in den 1990er Jahren an der University of Toronto durchgeführt wurde; die Ergebnisse sind online verfügbar. Neuere Ergebnisse zum Vokabular enthält das North American Vocabulary Survey von Charles Boberg. Wichtige Ergebnisse zum kanadischen Englisch enthält der Atlas of North American English von William Labov, Sharon Ash und Charles Boberg; er liefert die nach heutigem Stand wohl überzeugendsten empirischen Details zur Aussprache des kanadischen Englisch und seiner Varianten.
Für das kanadische Englisch liegen wie für andere Varietäten der englischen Sprache große, systematische Sammlungen geschriebener und gesprochener Sprache (Korpora) vor. Dazu zählen unter anderem das Corpus of Early Ontario English, die Bank of Canadian English mit Daten von 1555 bis 2016 und das Strathy Corpus des heutigen kanadischen Englisch (seit 1985) sowie der kanadische Teil des International Corpus of English (ICE).

### Geschichte
- John Algeo (Hrsg.): The Cambridge History of the English Language. 6. English in North America. Cambridge University Press, Cambridge 2001.
- Alexander Bergs, Laurel J. Brinton (Hrsg.): The History of English: Varieties of English. Walter de Gruyter, Berlin/Boston 2017, ISBN 978-3-11-052279-2.
- Stefan Dollinger: Creating Canadian English. Cambridge University Press, Cambridge 2019, ISBN 978-1-108-70875-3. (Geschichte des Dictionary of Canadianisms on Historical Principles)

### Allgemeine Beschreibungen und Grammatiken
- Dieter Bähr: Die englische Sprache in Kanada. Eine Analyse des Survey of Canadian English. Narr, Tübingen 1981.
- Charles Boberg: The English Language in Canada. Cambridge University Press, Cambridge 2010, ISBN 978-0-521-87432-8.
- Sandra Clarke (Hrsg.): Focus on Canada. Varieties of English Around the World General Series 11. John Benjamins, Amsterdam/Philadelphia 1993, ISBN 90-272-4869-9.
- David Crystal: English as a Global Language. 2. Auflage. Cambridge University Press, Cambridge 2003, ISBN 0-521-53032-6.
- Klaus Hansen, Uwe Carls, Peter Lucko: Die Differenzierung des Englischen in nationale Varianten: eine Einführung. Erich Schmidt, Berlin 1996, ISBN 3-503-03746-2.
- Edgar W. Schneider (Hrsg.): Varieties of English. The Americas and the Caribbean. Mouton de Gruyter, Berlin/New York 2008, ISBN 978-3-11-019636-8.
- James A. Walker: Canadian English. A Sociolinguistic Perspective. Routledge, New York/Milton Park 2015, ISBN 978-0-415-53537-3.

### Regionale Variation
- William Labov, Sharon Ash, Charles Boberg: The Atlas of North American English. Mouton de Gruyter, Berlin 2006, ISBN 3-11-016746-8.

### Wörterbücher
- Stefan Dollinger, Margery Fee (Hrsg.): The Dictionary of Canadianisms on Historical Principles. 2. Auflage. UBC Press, Vancouver 2017 (online).
- Katherine Barber (Hrsg.): Canadian Oxford Dictionary. 2. Auflage. Oxford University Press, Toronto 2004, ISBN 0-19-541816-6.

### Styleguides
- Editors’ Association of Canada: Editing Canadian English. The Essential Canadian Guide. UBC Press, 2015; auch als Online-Ausgabe (versuchsweise kostenfrei, editingcanadianenglish.ca).
- Public Works and Government Services Canada: The Canadian Style. A Guide to Writing and Editing. University of Toronto Press, Toronto 1998.
- J.A. McFarlane, Warren Clements: The Globe and Mail Style Book. A Guide to Language and Usage. 9. Auflage. McClelland & Stewart, Toronto 2003.
- The Canadian Press (Hrsg.): Stylebook. 18. Auflage. 2017 (online).
- Margery Fee, Janice McAlpine: Guide to Canadian English Usage. Oxford University Press, Toronto 2008.